# Abdul Basit
Abdul Basit Abdul Samad (Arabisch:عبد الباسط عبد الصمد) (Armant, 1927 – 1988) was een Egyptische sjeik en een populaire recitator van de Koran. Basit was een van de eerste Koranrecitators die opnamen van recitaties commercieel verspreidde.
In 1961 reciteerde Abdul Basit Soera De Erbarmer, in de Badshahi Masjid in Lahore te Pakistan. 